# Almost Paradise
Almost Paradise... Love Theme from “Footloose” o semplicemente Almost Paradise è una romantica canzone pop del 1984 interpretata da Mike Reno (voce dei Loverboy) e Ann Wilson (voce degli Heart) e facente parte della colonna sonora del film musicale Footloose .

Gli autori sono Eric Carmen (che nel 1989 l'ha riproposta assieme a Merry Clayton in un live-tributo ad un altro film musicale di successo degli anni ottanta, Dirty Dancing e che già in precedenza ne aveva inserito una sua esecuzione live in una delle versioni del suo singolo Hungry Eyes, sempre tratto da Dirty Dancing) e Dean Pitchford.
Nel film Footloose, dove è il tema d'amore, la canzone è inserita – in una versione riarrangiata – all'inizio della scena finale del ballo.

## Testo
La canzone parla di un uomo che non credeva molto nella possibilità di un grande amore (dice: I thought that dreams belonged to other men = “Pensavo che i sogni appartenessero ad altri uomini”) e di una donna che temeva di non essere ricambiata (dice: I feared my heart would beat in secrecy = “Temevo che il mio cuore dovesse battere in segreto”).
Ora, però, che i due stanno insieme, toccano il cielo con un dito (dicono nel ritornello: we are knocking on heaven's door), ovvero è... almost Paradise (= “quasi un paradiso”).

## Tracce
1. Almost Paradise
2. Strike Zone - Loverboy

## Curiosità
- La canzone è stata inserita anche in alcune puntate degli anni ottanta della soap opera Sentieri (Guiding Light), dove era il tema d'amore di Beth Raines (Judi Evans) e Lujack (Vincent Irizarry).
- Nella versione italiana del musical Footloose, a cui hanno preso parte diversi ragazzi usciti dal programma Amici di Maria De Filippi, la canzone è stata “ribattezzata” Ora che ci sei.